# 外青松公路
外青松公路是中華人民共和國一條橫跨上海市嘉定區、江蘇省昆山市、青浦區和松江區的道路，全長42.5公里。外青松公路北起嘉定區外岡鎮，往南依次途徑安亭鎮、白鶴鎮、佘山鎮，最終抵達松江區的小磚橋。外青松公路位於嘉定區境內的路段於1934年11月開工，1937年2月竣工。當時名為外安路。第二次中日戰爭期間該道路遭到轟炸。中華人民共和國建國後該道路被修復並通車。1959年道路進行翻修改造。1970年道路拓寬。1981年道路更名為外青松公路。2023年8月4日，由上海建工五建集团承建的外青松公路（白石公路-江苏省界）新改建工程吴淞江特大桥主桥右幅顺利合龙，2023年12月2日通车。

## 主要交会道路（北向南）
- 嘉松北路接外冈路
- 祁昌路
- 外钱公路
- 冈峰公路
- 恒荣路（借道）
- 百安公路（借道）
- 前杨路
- 恒谐路
- 墨玉北路
- 宝安公路
- 曹安公路、三新路（昆山市）
- 绿地大道、 京沪高速  沪蓉高速、 上海绕城高速（昆山市）
- 纪鹤公路/白石公路
- 上海绕城高速
- 天辰路
- 北青公路
- 崧泽大道
- 盈港东路/盈港路
- 公园东路/公园路
- 青湖路/城中东路
- 沪青平公路
- 沪渝高速
- 青松路
- 崧华南路/千新公路
- 泗陈公路
- 佘天昆公路
- 林荫新路
- 沈砖公路